# Крыгин, Вячеслав Дмитриевич
Вячеслав Дмитриевич Крыгин (1871—1932) — полковник Заамурской пограничной артиллерии, герой Первой мировой войны. Участник Белого движения, генерал-майор (1920).

## Биография
Православный. Из мещан города Курска. Образование получил в Курском реальном училище.
В 1891 году вступил на военную службу вольноопределяющимся в Обоянский резервный батальон. В 1893 году окончил военно-училищные курсы Киевского пехотного юнкерского училища и был выпущен подпоручиком в 1-ю батарею 2-го стрелкового артиллерийского дивизиона. Произведен в поручики 13 июля 1897 года, в штабс-капитаны — 28 августа 1900 года.
5 июня 1903 года переведен в 4-ю резервную артиллерийскую бригаду, а 7 июля 1904 года — в 68-ю артиллерийскую бригаду. 4 сентября 1905 года произведен в капитаны. 22 марта 1906 года переведен обратно в 4-ю резервную артиллерийскую бригаду, в 1910 году переформированную в 49-ю артиллерийскую бригаду. В 1912 году окончил Офицерскую артиллерийскую школу «успешно». 26 августа 1912 года произведен в подполковники на вакансию, с переводом в артиллерию Заамурского округа Отдельного корпуса пограничной стражи.
29 декабря 1912 года назначен командиром 4-й конно-горной батареи Заамурской пограничной артиллерии, с которой и вступил в Первую мировую войну. Удостоен ордена Св. Георгия 4-й степени
За то, что состоя в рядах Заамурского конно-горного артиллерийского дивизиона, в бою 3 июля 1915 года у д. Выгода, выдвинув свою батарею под шрапнельным огнем противника, настолько искусно вел стрельбу по окопам противника, что дал возможность нашей пехоте быстро и с небольшими потерями овладеть сильно укрепленной позицией и окончательно укрепиться на ней, причем было захвачено 1000 человек пленных и 4 пулемета. В бою 10 июля того же года, там же, огнем своей батареи заставил замолчать три неприятельские батареи, причем сам находился в положении исключительной опасности, находясь на наблюдательном пункте впереди пехотных цепей и все время под действительным ружейным, пулеметным и артиллерийским огнем.
Произведен в полковники 4 февраля 1916 года «за отличия в делах против неприятеля».
В Гражданскую войну участвовал в Белом движении в составе Вооруженных сил Юга России, был командиром батареи. В 1920 году был произведен в генерал-майоры.
В эмиграции в Греции. Состоял членом Союза русских офицеров и Общества русских монархистов. Умер в 1932 году. Был женат на дочери полковника Софье Николаевне Малевановой (1877—1922).

## Награды
- Орден Святого Станислава 3-й ст. (15.05.1899)
- Орден Святой Анны 3-й ст. (20.06.1906)
- Орден Святого Станислава 2-й ст. (1911)
- мечи к ордену Св. Станислава 2-й ст. (ВП 14.05.1916)
- Орден Святого Георгия 4-й ст. (ВП 23.05.1916)